# Folpert (van Arkel) van der Lede
Folpert (van Arkel) van der Lede (ca.1115 - ??) was de 1ste heer van der Lede.
Hij was een zoon van Jan III (de kruisvaarder) van Arkel en Adelheid (Aleid) van Heusden. Folpert erfde na de dood van zijn vader het gebied Van der Lede (hedendaags Leerdam) en stichtte het huis Van der Lede. In Gelderse almanakken komt Folpert naar voren als een bedrieglijk landheer. Folpert huwde met een nog onbekende vrouw, met wie hij een zoon en opvolger Herbaren I van der Lede kreeg. De dichter Anthony Christiaan Winand Staring schreef een gedicht over Folpert.